# Puccinellia jeholensis
Puccinellia jeholensis là một loài thực vật có hoa trong họ Hòa thảo. Loài này được Kitag. miêu tả khoa học đầu tiên năm 1936.